# دریک (ایلینوی)
دریک (به انگلیسی: Drake) یک منطقهٔ مسکونی در ایالات متحده آمریکا است که در ایلینوی واقع شده‌است. دریک ۱۴ نفر جمعیت دارد.